# Childeberto I
Childeberto o Childebert (497 circa – Parigi, 23 dicembre 558) è stato un re franco della dinastia dei merovingi che regnò sulla Neustria e sulla Bretagna e dal 524 sulla valle della Loira, a nord del fiume.

## Origini

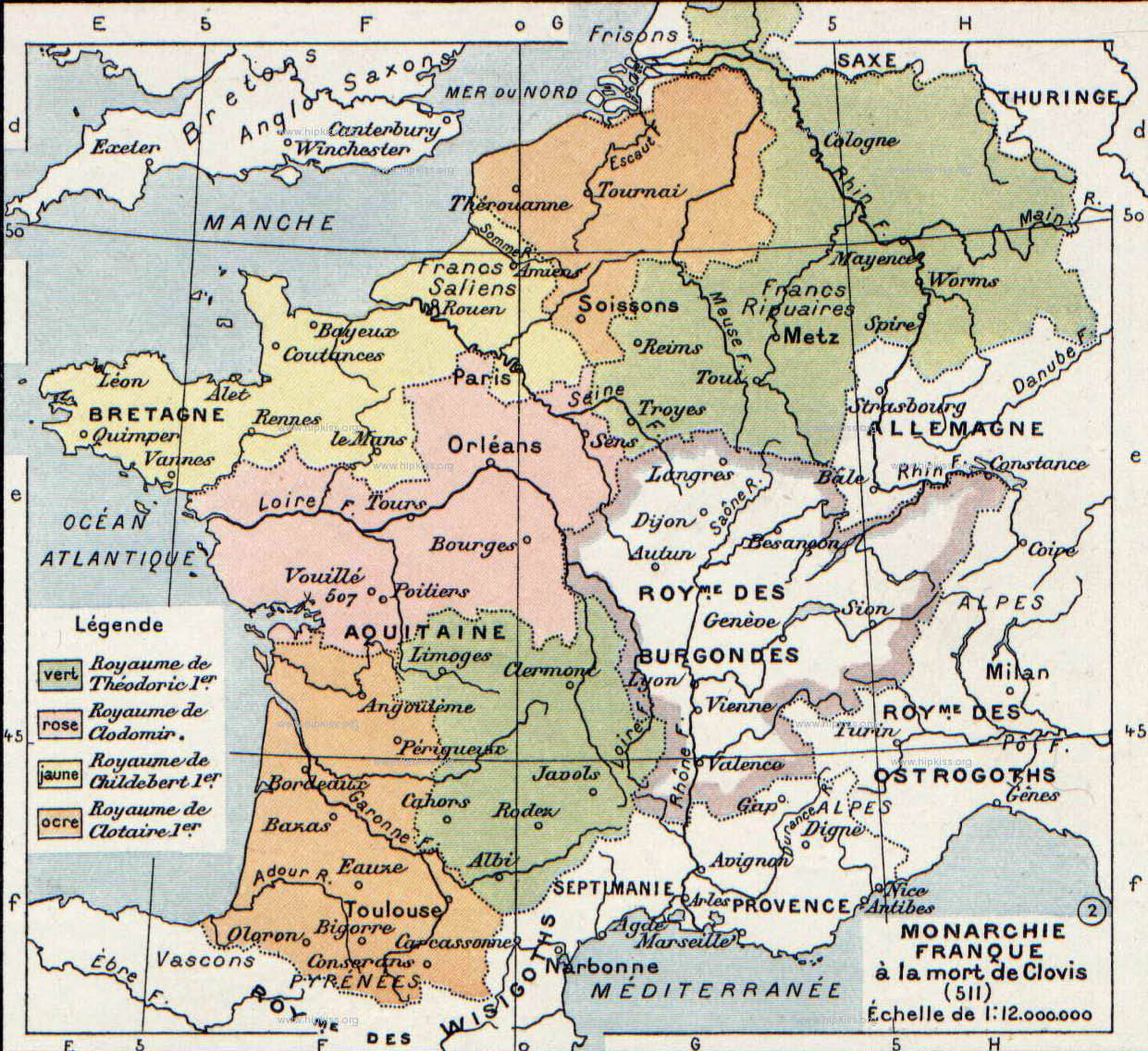
La divisione del regno dei Franchi, alla morte di Clodoveo I

Era il figlio terzogenito del re dei Franchi Sali della dinastia merovingia, Clodoveo I e della sua seconda moglie, Clotilde, che secondo il vescovo Gregorio di Tours (536 – 597), era la figlia del re dei Burgundi, Chilperico II e della moglie, di cui non si conosce il nome.

## Biografia
Alla sua nascita, il fratello primogenito, Ingomero, era già morto. Nella Regum Merowingorum Genealogia, Teodorico viene citato come primo figlio di Clodoveo davanti ai nomi dei fratellastri, Clodomiro, Childeberto e Clotario, (Theodorico, Chlomiro, Hildeberto, Hlodario) e anche Gregorio di Tours lo cita dopo i fratelli Teodorico e Clodomiro e prima di Clotario.

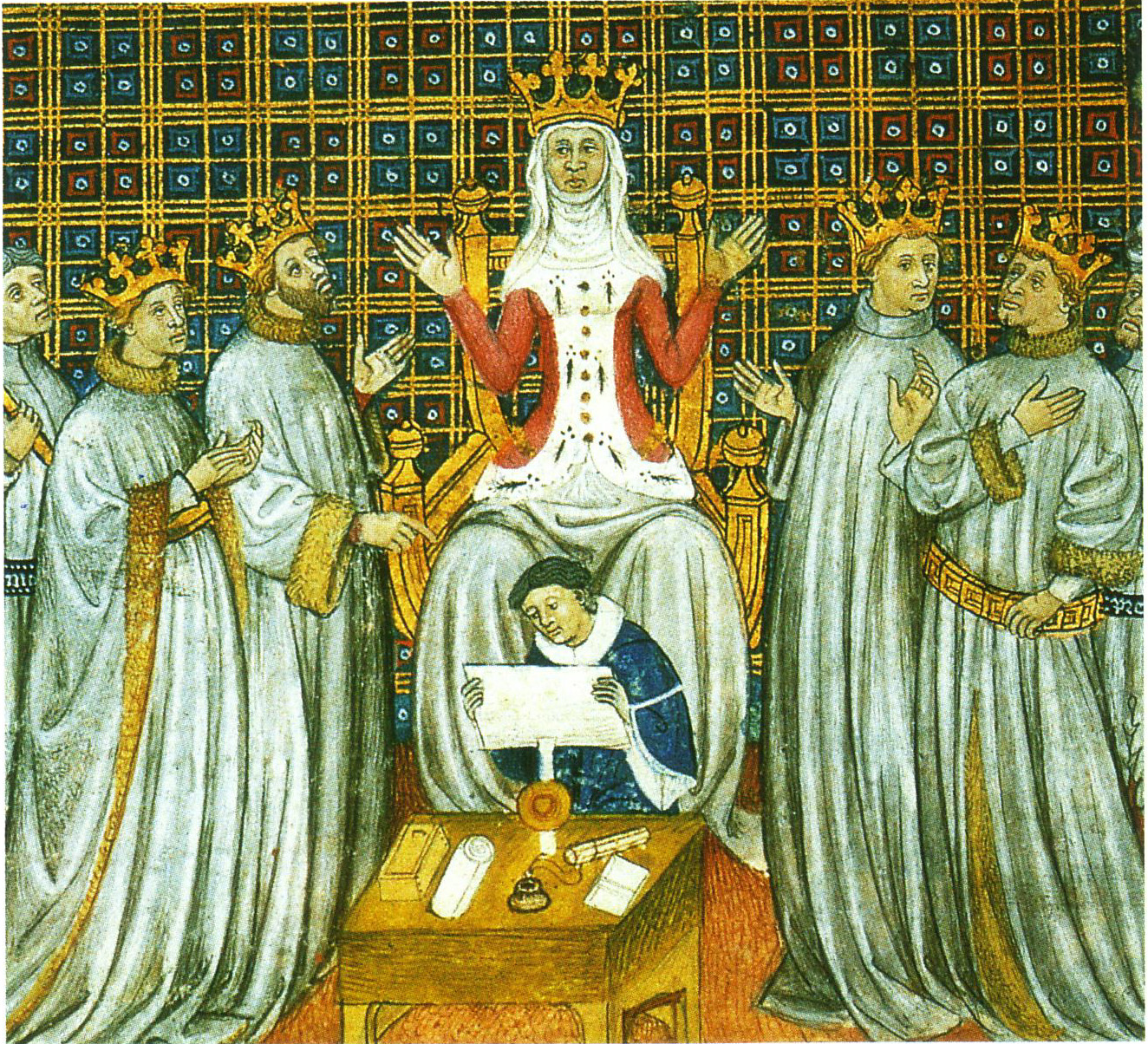
Clotilde divide il regno tra i figli di Clodoveo I

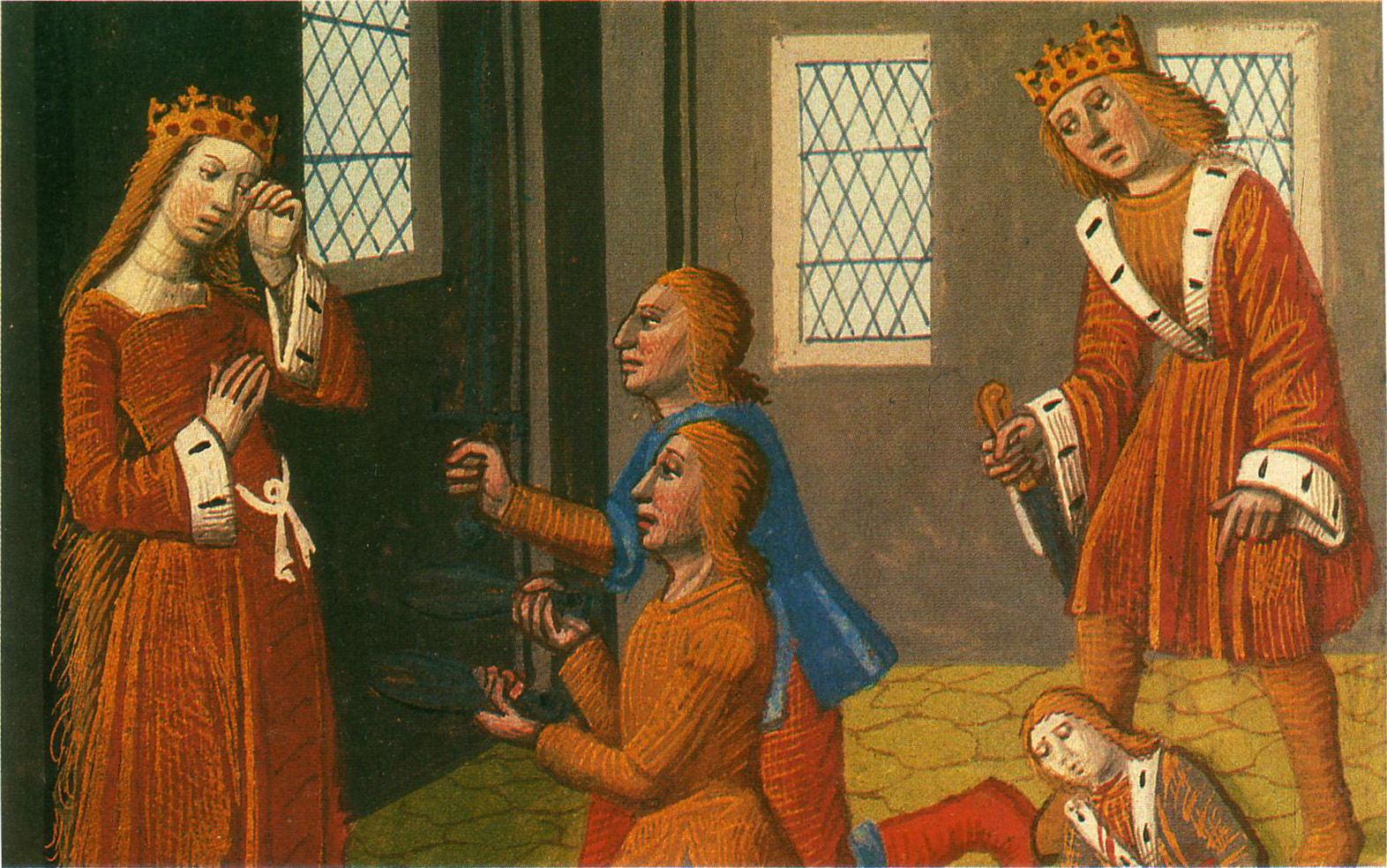
L'assassinio dei figli di Clodomiro

Alla morte del padre, nel 511, il regno fu diviso in quattro parti e Childeberto ricevette in eredità il nord-ovest della Gallia, la regione a nord della valle della Loira compresa tra le valli della Senna e dalla Marna e la costa del nord della Francia, con capitale Parigi.
Dopo la morte di suo fratello Clodomiro a Vézeronce, nel 524, i suoi tre figli (di Clodomiro), Teobaldo, Guntario e Clodoaldo, vennero affidati alla custodia della nonna, Clotilde, e il suo regno fu diviso tra i fratelli Clotario I, che aveva preso in moglie la vedova di Clodomiro, Gunteuca e Childeberto I, nell'attesa che i legittimi eredi raggiungessero la maggiore età. Ma Clotario I e Childeberto I, tra il 530 e il 531, complottarono per eliminare i tre giovani nipoti, riuscendo ad uccidere i due nipoti più grandi: solo Clodoaldo, che riuscì a nascondersi fino alla età adulta e poi accettò di farsi monaco a Novientum (oggi Saint-Claud), venne risparmiato e Childeberto si annetté la parte dei territori a nord della Loira, tra cui le città di Orléans e Chartres.
Assieme ai fratelli Childeberto I aveva cercato di estendere il dominio dei Franchi su tutta la Gallia, e il re dei Visigoti, Amalarico aveva cercato di scongiurare il pericolo, sposando Clotilde, figlia di Clodoveo, re dei Franchi e sorella dei nuovi re dei Franchi; l'unione non era stata felice a causa della differenza di appartenenza religiosa: lui era ariano e lei cattolica, e gli insistenti tentativi di Amalarico di farla convertire all'arianesimo (secondo Gregorio di Tours, Amalarico nel tentativo di convertire la moglie, Clotilde arrivò anche a maltrattarla), furono vani, anzi esasperarono i fratelli di lei Childeberto I e Clotario I. Childeberto, nel 531, invase la Settimania e sconfisse Amalarico nei pressi della sua capitale, Narbona. Amalarico fuggì cercando di rifugiarsi a Barcellona. Ma poco dopo, sempre nello stesso anno, Amalarico fu assassinato Childeberto allora conquistò Narbona, si riunì alla sorella, Clotilde, e si impadronì di un considerevole tesoro.
Insieme al fratello Clotario I, prese parte a diverse spedizioni contro i Burgundi, che portò alla conquista di tutto il regno, mentre il loro re Gondomaro, che, nel 524, aveva ucciso in battaglia Clodomiro, fu costretto a fuggire; infine, nel 534, assieme a Clotario e al nipote Teodeberto I riuscì a portare a termine la conquista di tutta la Borgogna (a Childeberto vennero assegnate le città di Mâcon, Ginevra e Lione) e ad esiliare definitivamente il suo re (Gondomaro).
Dopo aver occupato la Burgundia assieme al fratello e al nipote si avventarono sulla Provenza che era stata occupata dagli Ostrogoti e che fu divisa in tre parti come la Burgundia: le città di Arles e Marsiglia toccarono a Childeberto. Nel 536, Vitige, il re degli Ostrogoti, riconobbe la cessione della Provenza, ai Franchi.

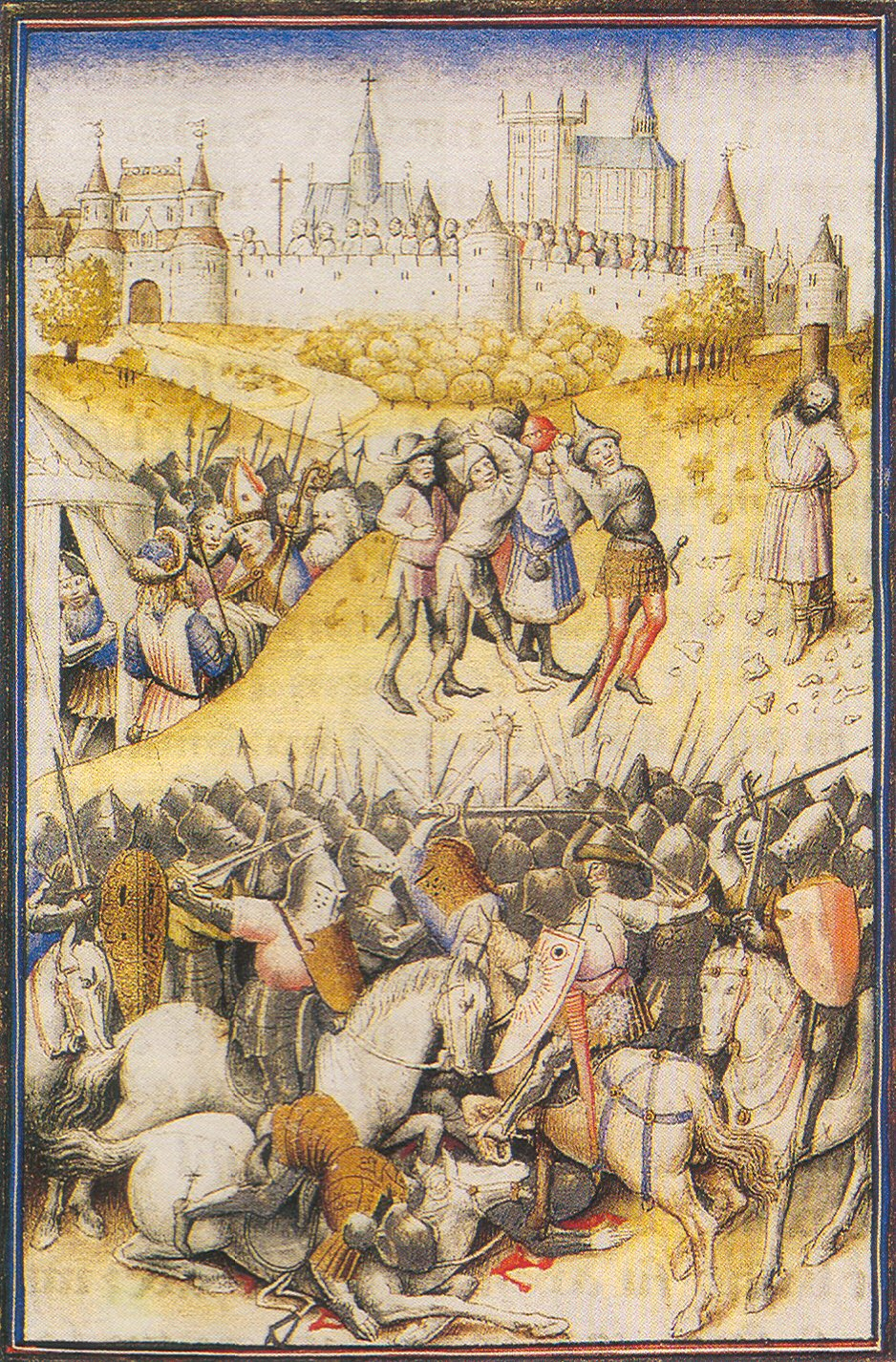
L'assedio di Saragozza da parte di Childeberto e di Clotario I

Col fratello Clotario, poi partecipò anche a molte spedizioni contro i Visigoti di Spagna, e nel 533, Childeberto e il fratello invasero la Navarra e occuparono Pamplona, arrivarono sino a Saragozza, a cui posero l'assedio. Allora Teudi, il nuovo re dei Visigoti, corse in aiuto alla città con due eserciti (uno comandato da lui, e uno da comandato da Teudiselo); i Franchi, al suo arrivo, si ritirarono verso i Pirenei, dove furono sconfitti dalla sua armata, mentre Teudiselo, corrotto dai Franchi, non intervenne nella battaglia e permise ai Franchi di ritirarsi indisturbati, carichi di bottino.
In quegli anni, comunque prima del 541, sposò Ultrogota (che Gregorio di Tours chiama Vultrogota).
Nel 542, dopo una spedizione a Saragozza, Childeberto portò a Parigi la tunica di san Vincenzo.. Costruì un monastero alle porte di Parigi, il monastero di San Vincenzo, che in seguito divenne famoso col nome di Saint-Germain-des-Prés Oltre a questa abbazia, Childeberto promosse la fondazione di molte chiese e altre abbazie.
Childeberto, che non aveva avuto figli maschi adottò il nipote Teodeberto I, nominandolo suo erede.

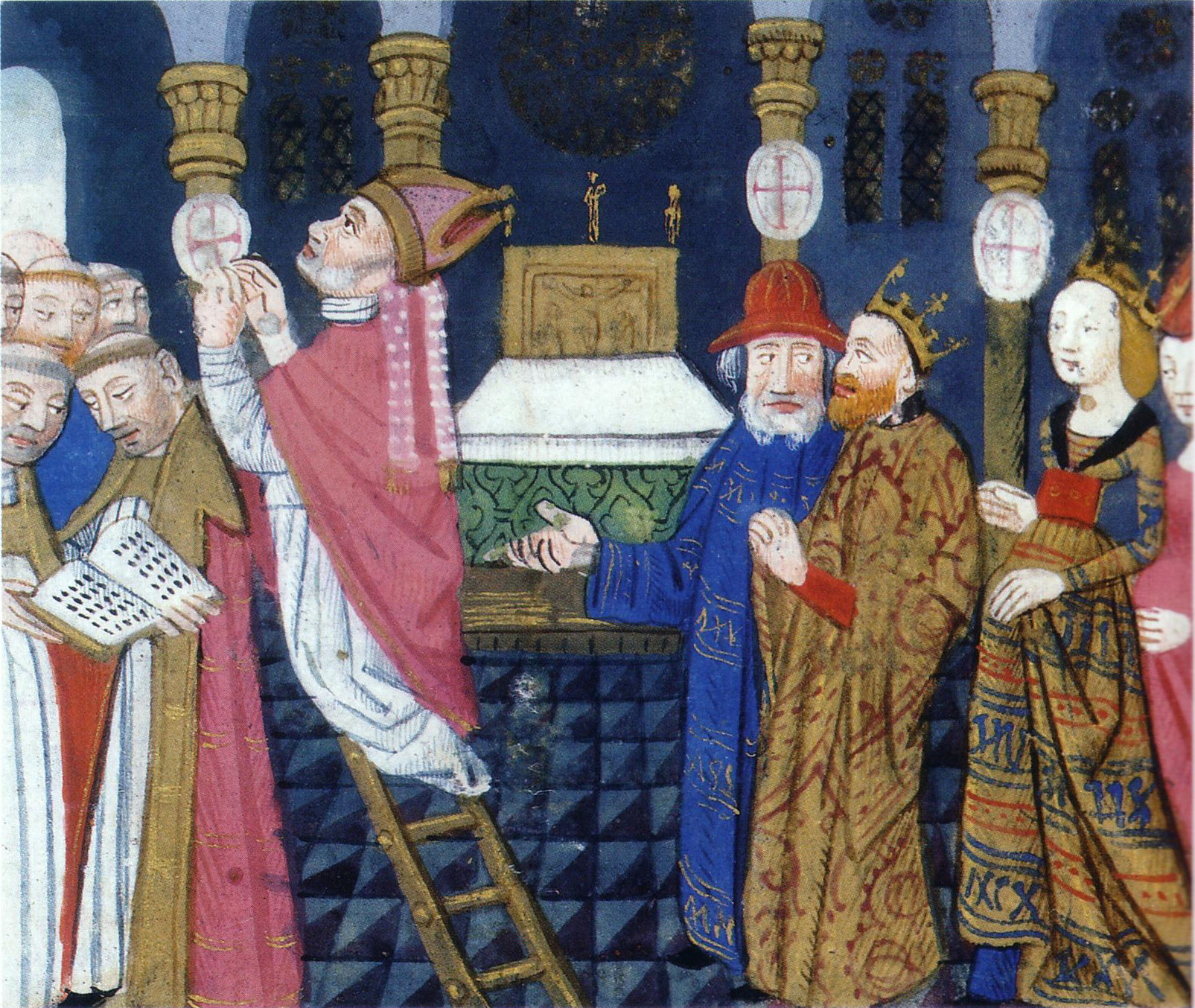
Childeberto consacra una basilica nel 558

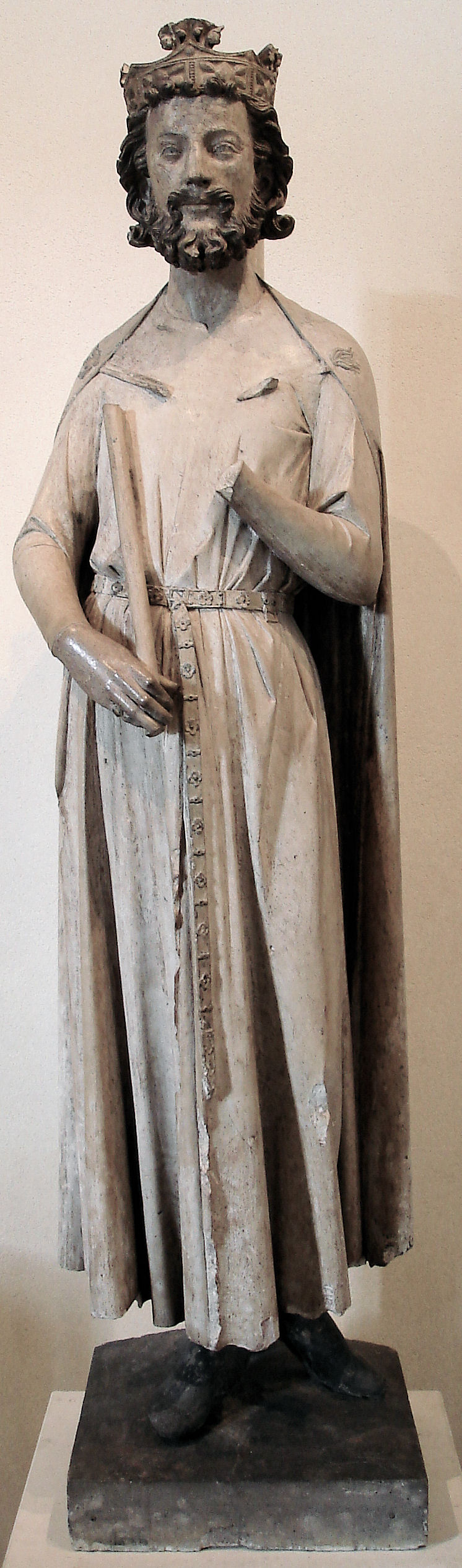
Statua di Re Childeberto I, tra il 1239 e il 1244, Museo del Louvre, Parigi

Durante il regno di Childeberto, iniziò un processo che poi continuò per tutto il VI secolo, l'occupazione dell'Armorica, da parte di popolazioni britanniche, che man mano che arrivavano spingevano verso l'interno la popolazione autoctona, Gallo-romana. Alla fine del secolo tutta la penisola sarebbe stata occupata dai nuovi arrivati, che parlavano una lingua celtica e che, pur riconoscendo formalmente l'autorità dei re merovingi, di fatto, obbedendo ai loro duchi, erano indipendenti: l'Armorica era divenuta la Bretagna.
Childeberto I, dopo una malattia, morì a Parigi, il 23 dicembre 558, e venne sepolto nell'abbazia di Saint-Germain-des-Prés che lui aveva fondato. Non avendo avuto figli maschi dalla moglie Vultrogota, ed essendogli premorti gli eredi designati, della discendenza del fratellastro Teodorico I, alla sua scomparsa i suoi possedimenti passarono a Clotario I, che rimase così l'unico re dei Franchi e immediatamente dopo essersi impossessato del tesoro di Parigi, esiliò la vedova del fratello e le due figlie.

## Discendenza
Childeberto I da Ultrogota ebbe due figlie, i cui nomi sono stati citati dallo storico francese Christian Settipani, esperto di genealogie:
- Crodesinde (?-dopo il 566), esiliata da Clotario I, dopo la morte del padre[10]
- Crodoberga (?-dopo il 566), esiliata da Clotario I, dopo la morte del padre[10].

## Ascendenza
|                            |          |           | Genitori |  |  | Nonni |  |  | Bisnonni |  |  | Trisnonni |  |
|                            |          |           |          |  |  |       |  |  | Meroveo  |  |  | Clodione  |  |
|                            |          |           |          |  |  |       |  |  | Meroveo  |  |  | Clodione  |  |
|                            |          | …         |          |  |  |       |  |  | Meroveo  |  |  |           |  |
| Childerico I               |          |           |          |  |  |       |  |  | Meroveo  |  |  |           |  |
|                            |          | …         | …        |  |  |       |  |  |          |  |  |           |  |
|                            |          | …         | …        |  |  |       |  |  |          |  |  |           |  |
|                            |          | …         | …        |  |  |       |  |  |          |  |  |           |  |
| Clodoveo I                 |          | …         |          |  |  |       |  |  |          |  |  |           |  |
|                            |          | …         | …        |  |  |       |  |  |          |  |  |           |  |
|                            |          | …         | …        |  |  |       |  |  |          |  |  |           |  |
|                            |          | …         | …        |  |  |       |  |  |          |  |  |           |  |
| Basina                     |          | …         |          |  |  |       |  |  |          |  |  |           |  |
|                            |          | …         | …        |  |  |       |  |  |          |  |  |           |  |
|                            |          | …         | …        |  |  |       |  |  |          |  |  |           |  |
|                            |          | …         | …        |  |  |       |  |  |          |  |  |           |  |
| Childeberto I              |          | …         |          |  |  |       |  |  |          |  |  |           |  |
|                            | Gundioco | Gundicaro |          |  |  |       |  |  |          |  |  |           |  |
|                            | Gundioco | Gundicaro |          |  |  |       |  |  |          |  |  |           |  |
|                            | Gundioco | …         |          |  |  |       |  |  |          |  |  |           |  |
| Chilperico II dei Burgundi | Gundioco |           |          |  |  |       |  |  |          |  |  |           |  |
|                            |          | …         | …        |  |  |       |  |  |          |  |  |           |  |
|                            |          | …         | …        |  |  |       |  |  |          |  |  |           |  |
|                            |          | …         | …        |  |  |       |  |  |          |  |  |           |  |
| Clotilde                   |          | …         |          |  |  |       |  |  |          |  |  |           |  |
|                            |          | …         | …        |  |  |       |  |  |          |  |  |           |  |
|                            |          | …         | …        |  |  |       |  |  |          |  |  |           |  |
|                            |          | …         | …        |  |  |       |  |  |          |  |  |           |  |
| …                          |          | …         |          |  |  |       |  |  |          |  |  |           |  |
|                            |          | …         | …        |  |  |       |  |  |          |  |  |           |  |
|                            |          | …         | …        |  |  |       |  |  |          |  |  |           |  |
|                            |          | …         | …        |  |  |       |  |  |          |  |  |           |  |
|                            |          | …         |          |  |  |       |  |  |          |  |  |           |  |